# Яблонька (Новгородська область)
Яблонька (рос. Яблонька) — присілок у Окуловському районі Новгородської області Російської Федерації.
Населення становить 0  осіб. Орган місцевого самоврядування — Угловське міське поселення.

## Історія
До 1927 року населений пункт перебував у складі Новгородської губернії. У 1927-1944 роках перебував у складі Ленінградської області.
Згідно із законом N 355-ОЗ від 2 грудня 2004 року органом місцевого самоврядування є Угловське міське поселення.

## Населення
| 2010 | 2011 |
| ---- | ---- |
| 1    | ↘0   |